# 디터 뮐러
디터 뮐러(독일어: Dieter Müller, 태어날 당시 이름은 디터 카슈터 (Dieter Kaster), 1954년 4월 1일 ~ )는 독일의 전 축구 선수로, 선수 시절 포지션은 스트라이커였다.
1972년 키커스 오펜바흐에서 선수 생활을 시작하였으며, 다음 해 1. FC 쾰른으로 이적하였다. 1977년 1. FC 쾰른이 7-2로 승리한 SV 베르더 브레멘 전에서 더블 해트트릭 (12분, 23분, 32분, 52분, 73분, 85분) 을 기록한바 있으며, 이 기록은 현재에도 분데스리가 한 경기 최다 득점 기록으로 남아있다. 이러한 활약에 힘입어 1977-78 시즌 최다 득점자에 올랐으며, 1981년까지 1. FC 쾰른에서 248경기에 출장해 159골을 넣었다.
1981년 VfB 슈투트가르트로 이적해, 한 시즌 동안 30경기에 출장해 14골을 넣었으며, 다음 해 프랑스 르샹피오나의 FC 지롱댕 드 보르도로 이적해 1985년까지 93경기에 출장해 43골을 넣었다. 이후 스위스 슈퍼리그의 그라스호퍼 클럽 취리히, 독일의 1. FC 자르브뤼켄, 키커스 오펜바흐에서 선수 생활을 하고, 1989년 선수 생활을 마쳤다.
서독 축구 국가대표팀에는 1976년 UEFA 유로 1976 준결승전 유고슬라비아와의 경기에서 데뷔하였으며, 이 경기에서 해트트릭을 기록하면서 강렬한 데뷔전을 치렀다. 1978년 FIFA 월드컵에서도 활약하였고, 국제 대회에서 12경기에 출장해 9골을 넣었다.
| 이전 게르트 뮐러 | 제5대 UEFA 유럽 축구 선수권 대회 득점왕 1976년 | 다음 클라우스 알로프스 |